# Харміль
Харміль — піщаний острів в Червоному морі в архіпелазі Дахлак, належить Еритреї, адміністративно належить до району Дахлак регіону Семіен-Кей-Бахрі.

## Географія
Розташований на північ від острова Габбі-Ху. Має неправильну форму з вузьким півостровом на півдні. Довжина острова 9 км, ширина — 5 км. На півночі виділяється мілка лагуна. Острів облямований кораловими рифами та піщаними мілинами.